# Gottfried Höschle
Gottfried Höschle (* 8. Mai 1811 in Herrenberg; † 3. April 1867 in Laupheim) war ein deutscher Verwaltungsbeamter.

## Leben
Höschle wurde als Sohn eines Zollbereiters in Herrenberg geboren. Er war 1836 bis 1838 Assistent am Stadtgericht in Stuttgart und legte 1838 die zweite höhere Dienstprüfung ab. 1838 wurde er Aktuar beim Oberamt Waiblingen, 1841 Sekretär und Kollegialhilfsarbeiter beim katholischen Kirchenrat, 1850 Oberamtmann des Oberamts Saulgau, 1863 Oberamtmann des Oberamts Laupheim.